# Mangaster Voe

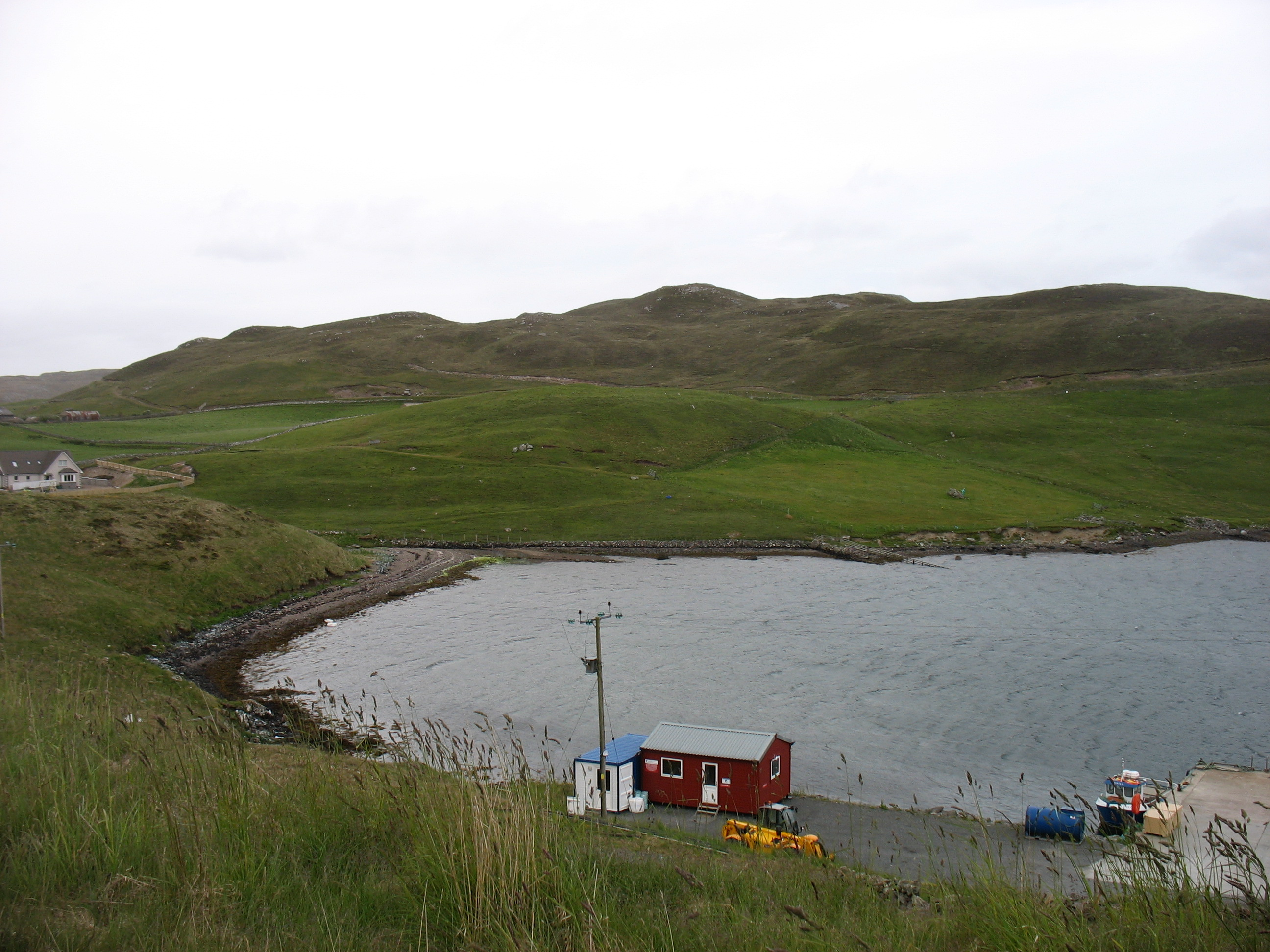
Am landseitigen Ende der Mangaster Voe

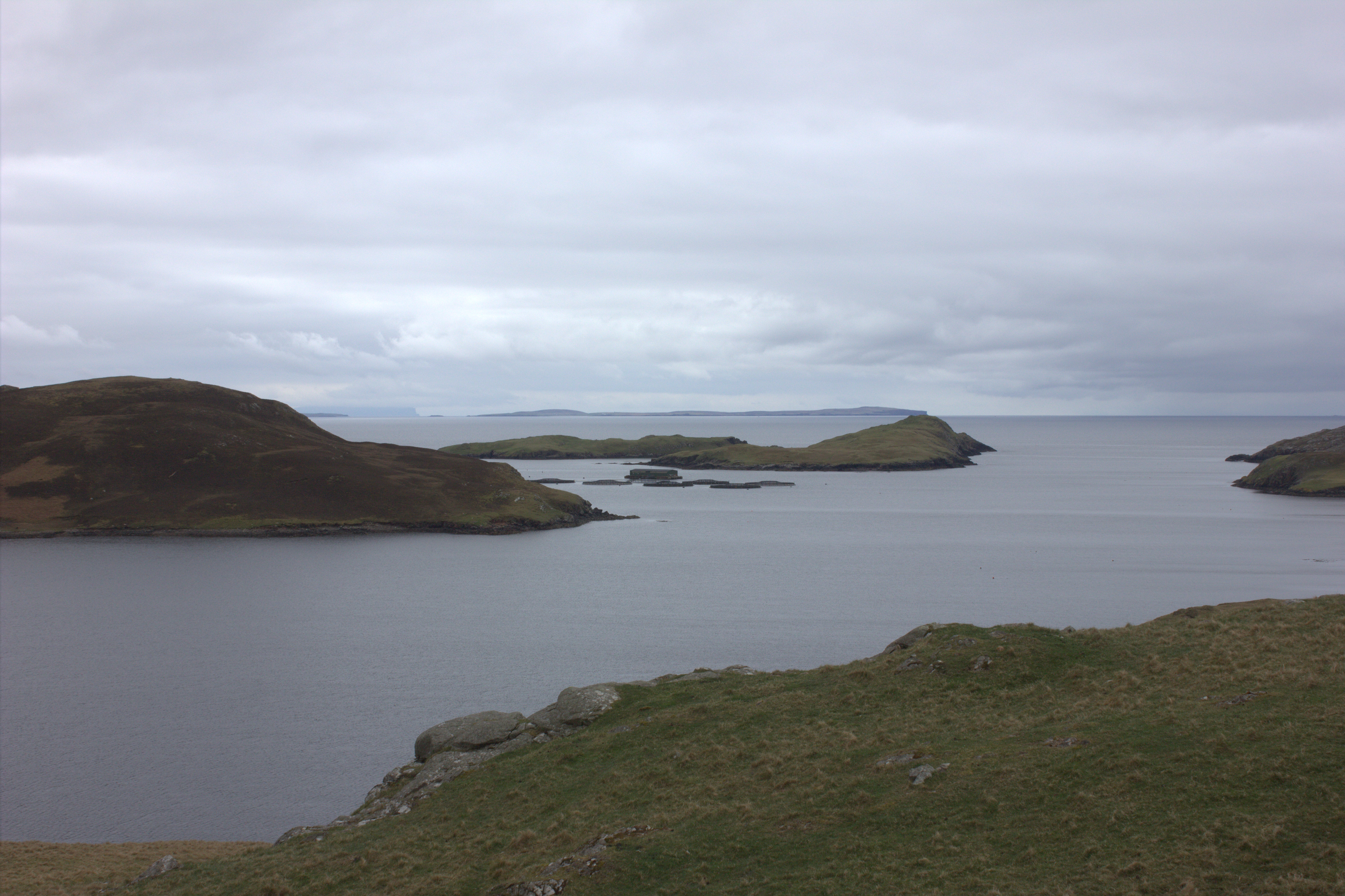
Blick in Richtung Meer

Die Mangaster Voe ist eine Meeresbucht (Voe), die im Nordwesten der zu Schottland zählenden Shetlands liegt.

## Geographie
Die Mangaster Voe erstreckt sich auf der Halbinsel Northmavine, einem nordwestlichen Ausläufer Mainlands von der größeren St Magnus Bay des Nordatlantiks nach Osten. Verbunden sind sie durch den North Sound im Norden und den South Sound im Süden. Zwischen beiden liegt die Insel Egilsay.
Die nächste Bucht im Norden ist die Gunnister Voe, im Süden besteht Zugang zum Mavis Grind. Überragt wird die Mangaster Voe vom 72 Meter hohen Too Brekk im Süden und dem 119 Meter hohen Hurda Field im Südosten. Ortschaften an der Bucht sind Mangaster im Nordosten und Islesburgh im Südosten.

## Historisches
Im Rahmen der historischen Gliederung Schottlands in Civil Parishes zählt die Mangaster Voe zu Northmaven.

## Verkehr
Am Osten der Bucht führt die A970 entlang. Sie verbindet, in diesem Abschnitt, Hillside im Süden mit Hillswick im Norden.